# 内田洋子
内田 洋子（うちだ ようこ、1959年 - ）は、イタリア在住の日本人ジャーナリスト。
神戸市生まれ。東京外国語大学イタリア語学科卒業後、単身イタリアに渡る。その後ミラノで通信社UNO Associates Inc. を立ち上げて代表に就任、日本のマスコミ向けにヨーロッパのニュースや写真の提供業務に携わる。
2011年、『ジーノの家 イタリア10景』で日本エッセイスト・クラブ賞及び講談社エッセイ賞受賞。また2020年にはイタリアの三大文学賞の一つとなる第68回露天商賞（Premio Bancarella）内で、イタリアの書店員連盟より金の籠賞（GERLA D'ORO）を受賞。「金の籠賞」がイタリア人以外に送られるのは史上初となる。
現在、イタリアに関する著作を主に執筆する。

## 著書
- イタリアン・カップチーノをどうぞ 幸せが天から降ってくる国 (PHP研究所) 1995.6  ＊1998年10月文庫化
- イタリアの缶詰 おいしくて・たのしくて・にぎやか (大和書房) 1997.12
- 破産しない国イタリア (平凡社新書) 1999.11
- マンマミア 23人のお母さんを通して知るイタリア (東洋経済新報社) 1999.5
- イタリアン・カップチーノをどうぞ 知れば知るほど好きになる長靴の国 2  (PHP研究所) 1999.4
- ジャーナリズムとしてのパパラッチ イタリア人の正義感 (光文社新書) 2005.10
- ジーノの家 イタリア10景 (文藝春秋) 2011.2 ＊2013年3月文庫化
- ミラノの太陽、シチリアの月 (小学館) 2012.10 ＊2015年10月文庫化
- イタリアの引き出し (CCCメディアハウス) 2013.5
- カテリーナの旅支度 イタリア二十の追想 (集英社) 2013.10  ＊2016年5月文庫化
- 皿の中に、イタリア (講談社)  2014.2  ＊2016年10月文庫化
- どうしようもないのに、好き イタリア 15の恋愛物語 (集英社インターナショナル)  2014.9
- イタリアのしっぽ (集英社) 2015.5
- イタリアからイタリアへ（朝日新聞出版）2016.2
- ロベルトからの手紙（文藝春秋）2016.8
- ボローニャの吐息（小学館）2017.2
- 十二章のイタリア（東京創元社）2017.7
- 対岸のヴェネツィア（集英社）2017.11 ＊2020年7月文庫化（集英社文庫）
- モンテレッジォ 小さな村の旅する本屋の物語（方丈社）2018.4
- サルデーニャ島の蜂蜜（小学館）2020.6

## 共著
- ウーナ・ミラノ / シルヴェリオ・ピズ 2000.7 (講談社文庫)
- 海をゆくイタリア 12の航路で長靴をぐるり、帆船<ラ・チチャ>の旅 シルヴェリオ・ピズ 平凡社 2001.10
- 食べてこそわかるイタリア /シルヴェリオ・ピズ 2001.1 (講談社文庫)
- 三面記事で読むイタリア /シルヴィオ・ピエールサンティ 2002.10 (光文社新書)
- トマトとイタリア人 シルヴィオ・ピエールサンティ 2003.3 (文春新書)
- 喋るイタリア /シルヴェリオ・ピズ 2003.7 (平凡社新書)
- イタリア人の働き方 国民全員が社長の国 シルヴィオ・ピエールサンティ 2004.1 (光文社新書)
- もうひとつのモンテレッジォの物語 モンテレッジォの子供たち 2019.12

## 翻訳
- 陽気にでもほどほどに カルロ・M.チポッラ 時事通信社 1990.12
- イタリアを食べる 人生を彩る食卓とレシピ /ステファニア・ジャンノッティ PHP研究所 1996.5
- パパの電話を待ちながら ジャンニ・ロダーリ 講談社 2009.4  文庫 2014.2